# Peta Edebone
Peta Edebone, född den 9 februari 1969 i Melbourne, är en australisk softbollspelare.
Hon tog OS-brons i samband med de olympiska softboll-turneringarna 1996 i Atlanta.
Hon återupprepade denna bedrift fyra år senare vid olympiska sommarspelen 2000 på hemmaplan i Sydney.